# 풀브라이트 장학 프로그램

풀브라이트 장학 프로그램

풀브라이트 장학 프로그램(Fulbright Program)은 미국의 학자, 교육자, 대학원생, 연구원, 각종 전문가를 대상으로 한 국제 교환 프로그램 및 장학금 제도의 총칭이다.

## 역사
세계에서 가장 권위있는 장학금 중 하나이다. 미국 국무부 산하기관인 풀브라이트 재단이 장학금을 지급한다.
미국의 풀브라이트와 함께 세계 양대 장학금으로 불리는 로즈 장학금 창설자 세실 로즈(1853~1902)는 19세기 말 지금의 남아프리카공화국 일대의 식민지 케이프 총독을 지냈다. 광산을 개발해 모은 재산 대부분을 모교 옥스퍼드 대학교에 기증해 장학 재단을 설립했다. 빌 클린턴 전 미국 대통령, 밥 호크 전 호주 총리 등이 로즈 장학생이다. 풀브라이트 장학금을 설립한 제임스 윌리엄 풀브라이트도 로즈 장학생이었다.
1945년, 제임스 윌리엄 풀브라이트 상원의원이 풀브라이트 장학생 제도를 주장했다.
1946년 8월 1일, 해리 S. 트루먼 대통령이 풀브라이트 장학생 제도를 창설하는 법률에 서명했다.
2005년 7월 22일, 미국 하원이 미국 상원에 넘긴 2006∼2007 회계연도 대외관계 수권법안에는 "풀브라이트 장학생을 일류 대학 출신들로만 뽑지 마라."는 내용이 담겨있다.
풀브라이트 프로그램은 1945년 윌리엄 풀브라이트 상원의원이 미국인과 다른 나라 국민 간의 상호 이해를 증진시키기 위해 제안한 교환 교육 프로그램으로, 한국에서는 한미교육위원단이 주관하며 다양한 장학금이 주어진다.

## 대한민국
풀브라이트 장학제도는 전세계 150여개국에서 우수한 인재들을 선발해 미국에 유학할 수 있도록 지원하는 프로그램으로, 선발되면 왕복 항공료부터 미국 유학기간 2년 동안의 학비와 기숙사비를 포함해 연간 4만달러의 장학금을 지원받는다. 풀브라이트 장학생은 매년 36명 내외의 선발인원 중 80% 이상을 수도권 소재 대학 출신 학생들이 차지하고 있다.
2010년, 한국 정부가 미국 정부의 풀브라이트 장학생 제도를 벤치마킹 해 한국형 풀브라이트 장학생 제도를 만들었다. 글로벌 코리아 스칼러십이라고 한다.

## 같이 보기
- 로즈 장학생
- 글로벌 코리아 스칼러십